# Église de l'Immaculée-Conception des Abymes
Pour les articles homonymes, voir Église de l'Immaculée-Conception.
Ne doit pas être confondu avec Église de l'Immaculée-Conception de Grand-Bourg.
L'église de l'Immaculée-Conception est un édifice religieux catholique située place Frédéric-Jalton aux Abymes dans la région et le département de la Guadeloupe en France. Elle est consacrée à l'Immaculée Conception, c'est-à-dire à la Vierge Marie, et rattachée au diocèse de Basse-Terre et Pointe-à-Pitre.

## Historique
L'église a été profondément rénovée, après le passage de l'ouragan Okeechobee en septembre 1928, par l'architecte Ali Tur qui réalisa de nombreux édifices dans l'île après les dévastations dues au cyclone. Ce dernier ajoute un clocher et les deux bas-côtés latéraux lors des travaux achevés en 1930.

## Architecture et ornements
L'église, dès sa construction, est de plan allongé sans transept, réalisée en béton armé (voûte et charpente). Les travaux effectués par Ali Tur en 1930 ont été parmi ses premiers réalisés dans l'île et, contrairement aux interventions ultérieures, sont considérés comme la « démonstration d'une intervention douce ». Il ajoute le clocher, très étroit et élevé – présentant une forte ressemblance avec celui de l'église de Sainte-Anne –, deux travées latérales, des vitraux, un nouvel autel et enfin un revêtement original du sol en granito surligné de petits carreaux en mosaïque.